# Fußball-Weltmeisterschaft der Frauen 2019/Gruppe F
| Pl. | Land     | Sp. | S | U | N | Tore    | Diff. | Punkte |
| --- | -------- | --- | - | - | - | ------- | ----- | ------ |
| 1.  | USA      | 3   | 3 | 0 | 0 | 018:000 | +18   | 09     |
| 2.  | Schweden | 3   | 2 | 0 | 1 | 007:300 | +4    | 06     |
| 3.  | Chile    | 3   | 1 | 0 | 2 | 002:500 | −3    | 03     |
| 4.  | Thailand | 3   | 0 | 0 | 3 | 001:200 | −19   | 0      |

Gruppe F der Fußball-Weltmeisterschaft der Frauen 2019:

## Chile – Schweden 0:2 (0:0)
| Chile                                      | Chile | Schweden | Schweden | Aufstellung                      |
| ------------------------------------------ | --- | --- | -------- | -------------------------------- |
| Chile                                      | \| 1. Spieltag \| \| 11. Juni 2019 um 18:00 Uhr in Rennes \| \| Zuschauer: 15.875 \| \| Schiedsrichterin: Lucila Venegas ( Mexiko) \| \| Spielbericht \|                                                                                          | \| 1. Spieltag \| \| 11. Juni 2019 um 18:00 Uhr in Rennes \| \| Zuschauer: 15.875 \| \| Schiedsrichterin: Lucila Venegas ( Mexiko) \| \| Spielbericht \| | Schweden | Aufstellung Chile gegen Schweden |
| Chile                                      | Christiane Endler – Su Helen Galaz, Carla Guerrero, Camila Sáez, Javiera Toro – Karen Araya, Yanara Aedo (84. Rocío Soto), Francisca Lara – Daniela Zamora, María José Urrutia (59. Yessenia López), Rosario Balmaceda Cheftrainer: José Letelier | Hedvig Lindahl – Magdalena Eriksson, Linda Sembrant, Nilla Fischer, Hanna Glas – Caroline Seger , Kosovare Asllani, Elin Rubensson (81. Madelen Janogy) – Fridolina Rolfö (65. Lina Hurtig), Stina Blackstenius (65. Anna Anvegård), Sofia Jakobsson Cheftrainer: Peter Gerhardsson | Schweden | Aufstellung Chile gegen Schweden |
| Chile                                      | 0:1 Asllani (83.) 0:2 Janogy (90.+4') | | Schweden | Aufstellung Chile gegen Schweden |
| Chile                                      | Guerrero (78.), López (90.+6') | Eriksson (67.) | Schweden | Aufstellung Chile gegen Schweden |
| Chile                                      | Spieler des Spiels: Kosovare Asllani (Schweden) | | Schweden | Aufstellung Chile gegen Schweden |
| 1. Spieltag                                | | |          |                                  |
| 11. Juni 2019 um 18:00 Uhr in Rennes       | | |          |                                  |
| Zuschauer: 15.875                          | | |          |                                  |
| Schiedsrichterin: Lucila Venegas ( Mexiko) | | |          |                                  |
| Spielbericht                               | | |          |                                  |

Das Spiel wurde wegen Starkregens in der 72. Minute für gut 40 Minuten unterbrochen.

## USA – Thailand 13:0 (3:0)
| USA                                              | USA | Thailand | Thailand | Aufstellung                    |
| ------------------------------------------------ | --- | --- | -------- | ------------------------------ |
| Vereinigte Staaten                               | \| 1. Spieltag \| \| 11. Juni 2019 um 21:00 Uhr in Reims \| \| Zuschauer: 18.591 \| \| Schiedsrichterin: Laura Fortunato ( Argentinien) \| \| Spielbericht \|                                                                                                   | \| 1. Spieltag \| \| 11. Juni 2019 um 21:00 Uhr in Reims \| \| Zuschauer: 18.591 \| \| Schiedsrichterin: Laura Fortunato ( Argentinien) \| \| Spielbericht \| | Thailand | Aufstellung USA gegen Thailand |
| Vereinigte Staaten                               | Alyssa Naeher – Kelley O’Hara, Abby Dahlkemper, Julie Ertz (69. Mallory Pugh), Crystal Dunn – Rose Lavelle (57. Carli Lloyd), Samantha Mewis, Lindsey Horan – Tobin Heath (57. Christen Press), Alex Morgan, Megan Rapinoe Cheftrainerin: Jill Ellis ( England) | Sukanya Chor Charoenying – Sunisa Srangthaisong, Natthakarn Chinwong, Kanjanaporn Saengkoon, Warunee Phetwiset (71. Orathai Srimanee) – Rattikan Thongsombut (65. Taneekarn Dangda), Silawan Intamee, Ainon Phancha, Wilaiporn Boothduang (35. Pikul Khueanpet), Kanjana Sungngoen – Miranda Nild Cheftrainer: Nuengrutai Srathongvian | Thailand | Aufstellung USA gegen Thailand |
| Vereinigte Staaten                               | 1:0 Morgan (12.) 2:0 Lavelle (20.) 3:0 Horan (32.) 4:0 Mewis (50.) 5:0 Morgan (53.) 6:0 Mewis (54.) 7:0 Lavelle (56.) 8:0 Morgan (74.) 9:0 Rapinoe (79.) 10:0 Morgan (81.) 11:0 Pugh (85.) 12:0 Morgan (87.) 13:0 Lloyd (90.+2')                                | | Thailand | Aufstellung USA gegen Thailand |
| Vereinigte Staaten                               | Dangda (72.) | | Thailand | Aufstellung USA gegen Thailand |
| Vereinigte Staaten                               | Höchster Sieg bei einer WM-Endrunde | | Thailand | Aufstellung USA gegen Thailand |
| Vereinigte Staaten                               | Spieler des Spiels: Alex Morgan (USA) | | Thailand | Aufstellung USA gegen Thailand |
| 1. Spieltag                                      | | |          |                                |
| 11. Juni 2019 um 21:00 Uhr in Reims              | | |          |                                |
| Zuschauer: 18.591                                | | |          |                                |
| Schiedsrichterin: Laura Fortunato ( Argentinien) | | |          |                                |
| Spielbericht                                     | | |          |                                |

## Schweden – Thailand 5:1 (3:0)
| Schweden                                      | Schweden | Thailand | Thailand | Aufstellung                         |
| --------------------------------------------- | --- | --- | -------- | ----------------------------------- |
| Schweden                                      | \| 2. Spieltag \| \| 16. Juni 2019 um 15:00 Uhr in Nizza \| \| Zuschauer: 9.354 \| \| Schiedsrichterin: Salima Mukansanga ( Ruanda) \| \| Spielbericht \| | \| 2. Spieltag \| \| 16. Juni 2019 um 15:00 Uhr in Nizza \| \| Zuschauer: 9.354 \| \| Schiedsrichterin: Salima Mukansanga ( Ruanda) \| \| Spielbericht \| | Thailand | Aufstellung Schweden gegen Thailand |
| Schweden                                      | Hedvig Lindahl – Hanna Glas, Nilla Fischer, Linda Sembrant, Magdalena Eriksson – Elin Rubensson, Kosovare Asllani, Caroline Seger (69. Olivia Schough) – Lina Hurtig, Anna Anvegård (77. Mimmi Larsson), Fridolina Rolfö (46. Madelen Janogy) Cheftrainer: Peter Gerhardsson | Waraporn Boonsing – Sunisa Srangthaisong, Pitsamai Sornsai, Natthakarn Chinwong, Ainon Phancha – Rattikan Thongsombut (56. Orathai Srimanee (81. Orapin Waenngoen)), Miranda Nild, Pikul Khueanpet, Silawan Intamee (89. Sudarat Chuchuen), Taneekarn Dangda – Kanjana Sungngoen Cheftrainer: Nuengrutai Srathongvian | Thailand | Aufstellung Schweden gegen Thailand |
| Schweden                                      | 1:0 Sembrant (6.) 2:0 Asllani (19.) 3:0 Rolfö (42.) 4:0 Hurtig (81.) 5:1 Rubensson (90.+6', Handelfmeter) | 4:1 Sung-Ngoen (90.+1') | Thailand | Aufstellung Schweden gegen Thailand |
| Schweden                                      | Dangda (45.+1'), Chinwong (90.+5') | | Thailand | Aufstellung Schweden gegen Thailand |
| Schweden                                      | Spieler des Spiels: Kosovare Asllani (Schweden) | | Thailand | Aufstellung Schweden gegen Thailand |
| 2. Spieltag                                   | | |          |                                     |
| 16. Juni 2019 um 15:00 Uhr in Nizza           | | |          |                                     |
| Zuschauer: 9.354                              | | |          |                                     |
| Schiedsrichterin: Salima Mukansanga ( Ruanda) | | |          |                                     |
| Spielbericht                                  | | |          |                                     |

## USA – Chile 3:0 (3:0)
| USA                                           | USA | Chile | Chile | Aufstellung                 |
| --------------------------------------------- | --- | --- | ----- | --------------------------- |
| Vereinigte Staaten                            | \| 2. Spieltag \| \| 16. Juni 2019 um 18:00 Uhr in Paris \| \| Zuschauer: 45.594 \| \| Schiedsrichterin: Riem Hussein ( Deutschland) \| \| Spielbericht \| | \| 2. Spieltag \| \| 16. Juni 2019 um 18:00 Uhr in Paris \| \| Zuschauer: 45.594 \| \| Schiedsrichterin: Riem Hussein ( Deutschland) \| \| Spielbericht \| | Chile | Aufstellung USA gegen Chile |
| Vereinigte Staaten                            | Alyssa Naeher – Alexandra Krieger, Abby Dahlkemper (82. Emily Sonnett), Becky Sauerbrunn, Tierna Davidson – Morgan Brian, Julie Ertz (46. Jessica McDonald), Lindsey Horan (59. Allie Long) – Christen Press, Carli Lloyd , Mallory Pugh Cheftrainerin: Jill Ellis ( England) | Christiane Endler – Javiera Toro, Camila Sáez, Carla Guerrero, Su Helen Galaz – Francisca Lara (89. Daniela Pardo), Karen Araya, Claudia Soto (46. Yessenia López) – Rosario Balmaceda, María Urrutia (68. Yessenia Huenteo), Daniela Zamora Cheftrainer: José Letelier | Chile | Aufstellung USA gegen Chile |
| Vereinigte Staaten                            | 1:0 Lloyd (11.) 2:0 Ertz (26.) 3:0 Lloyd (35.) | | Chile | Aufstellung USA gegen Chile |
| Vereinigte Staaten                            | Horan (23.), Long (88.) | Lara (76.), Huenteo (80.), Galaz (90.+4') | Chile | Aufstellung USA gegen Chile |
| Vereinigte Staaten                            | Lloyd schießt Foulelfmeter links am Tor vorbei. (81.) | | Chile | Aufstellung USA gegen Chile |
| Vereinigte Staaten                            | Spieler des Spiels: Christiane Endler (Chile) | | Chile | Aufstellung USA gegen Chile |
| 2. Spieltag                                   | | |       |                             |
| 16. Juni 2019 um 18:00 Uhr in Paris           | | |       |                             |
| Zuschauer: 45.594                             | | |       |                             |
| Schiedsrichterin: Riem Hussein ( Deutschland) | | |       |                             |
| Spielbericht                                  | | |       |                             |

## Schweden – USA 0:2 (0:1)
| Schweden                                              | Schweden | USA | USA                | Aufstellung                    |
| ----------------------------------------------------- | --- | --- | ------------------ | ------------------------------ |
| Schweden                                              | \| 3. Spieltag \| \| 20. Juni 2019 um 21:00 Uhr in Le Havre \| \| Zuschauer: 22.418 \| \| Schiedsrichterin: Anastasija Pustowoitowa ( Russland) \| \| Spielbericht \| | \| 3. Spieltag \| \| 20. Juni 2019 um 21:00 Uhr in Le Havre \| \| Zuschauer: 22.418 \| \| Schiedsrichterin: Anastasija Pustowoitowa ( Russland) \| \| Spielbericht \|                                                                                                 | Vereinigte Staaten | Aufstellung Schweden gegen USA |
| Schweden                                              | Hedvig Lindahl – Nathalie Björn, Amanda Ilestedt, Linda Sembrant, Jonna Andersson – Sofia Jakobsson, Julia Zigiotti, Kosovare Asllani (79. Lina Hurtig), Caroline Seger (63. Hanna Glas), Olivia Schough (56. Fridolina Rolfö) – Stina Blackstenius Cheftrainer: Peter Gerhardsson | Alyssa Naeher – Crystal Dunn, Becky Sauerbrunn, Abby Dahlkemper, Kelley O’Hara – Lindsey Horan, Rose Lavelle (63. Christen Press), Samantha Mewis – Megan Rapinoe (83. Mallory Pugh), Alex Morgan (46. Carli Lloyd), Tobin Heath Cheftrainerin: Jill Ellis ( England) | Vereinigte Staaten | Aufstellung Schweden gegen USA |
| Schweden                                              | 0:1 Horan (3.) 0:2 Andersson (50., Eigentor) | | Vereinigte Staaten | Aufstellung Schweden gegen USA |
| Schweden                                              | Jakobsson (87.) | O’Hara (59.) | Vereinigte Staaten | Aufstellung Schweden gegen USA |
| Schweden                                              | Spieler des Spiels: Tobin Heath (USA) | | Vereinigte Staaten | Aufstellung Schweden gegen USA |
| 3. Spieltag                                           | | |                    |                                |
| 20. Juni 2019 um 21:00 Uhr in Le Havre                | | |                    |                                |
| Zuschauer: 22.418                                     | | |                    |                                |
| Schiedsrichterin: Anastasija Pustowoitowa ( Russland) | | |                    |                                |
| Spielbericht                                          | | |                    |                                |

## Thailand – Chile 0:2 (0:0)
| Thailand                                            | Thailand | Chile | Chile | Aufstellung                      |
| --------------------------------------------------- | --- | --- | ----- | -------------------------------- |
| Thailand                                            | \| 3. Spieltag \| \| 20. Juni 2019 um 21:00 Uhr in Rennes \| \| Zuschauer: 13.567 \| \| Schiedsrichterin: Anna-Marie Keighley ( Neuseeland) \| \| Spielbericht \| | \| 3. Spieltag \| \| 20. Juni 2019 um 21:00 Uhr in Rennes \| \| Zuschauer: 13.567 \| \| Schiedsrichterin: Anna-Marie Keighley ( Neuseeland) \| \| Spielbericht \|                                                                             | Chile | Aufstellung Thailand gegen Chile |
| Thailand                                            | Waraporn Boonsing – Warunee Phetwiset (90.+1' Kanjanaporn Saengkoon), Natthakarn Chinwong, Pitsamai Sornsai, Sunisa Srangthaisong – Rattikan Thongsombut (58. Orapin Waenngoen), Pikul Khueanpet, Ainon Phancha, Miranda Nild, Silawan Intamee (73. Sudarat Chuchuen) – Kanjana Sungngoen Cheftrainer: Nuengrutai Srathongvian | Christiane Endler – Francisca Lara, Camila Sáez, Carla Guerrero, Rocío Soto – Rosario Balmaceda, Yessenia López, Karen Araya (46. Javiera Grez; 88. María José Rojas), Yanara Aedo, Daniela Zamora – María Urrutia Cheftrainer: José Letelier | Chile | Aufstellung Thailand gegen Chile |
| Thailand                                            | 0:1 Boonsing (48., Eigentor) 0:2 Urrutia (80.) | | Chile | Aufstellung Thailand gegen Chile |
| Thailand                                            | Sornsai (59.), Boonsing (85.) | | Chile | Aufstellung Thailand gegen Chile |
| Thailand                                            | Lara schießt Foulelfmeter nach Videobeweis an die Latte (86.) | | Chile | Aufstellung Thailand gegen Chile |
| Thailand                                            | Spieler des Spiels: María Urrutia (Chile) | | Chile | Aufstellung Thailand gegen Chile |
| 3. Spieltag                                         | | |       |                                  |
| 20. Juni 2019 um 21:00 Uhr in Rennes                | | |       |                                  |
| Zuschauer: 13.567                                   | | |       |                                  |
| Schiedsrichterin: Anna-Marie Keighley ( Neuseeland) | | |       |                                  |
| Spielbericht                                        | | |       |                                  |